# Maianthemum canadense
Maianthemum canadense es una especie de planta con rizoma perteneciente a la familia de las asparagáceas. Es originaria de  Canadá y norte de los Estados Unidos.

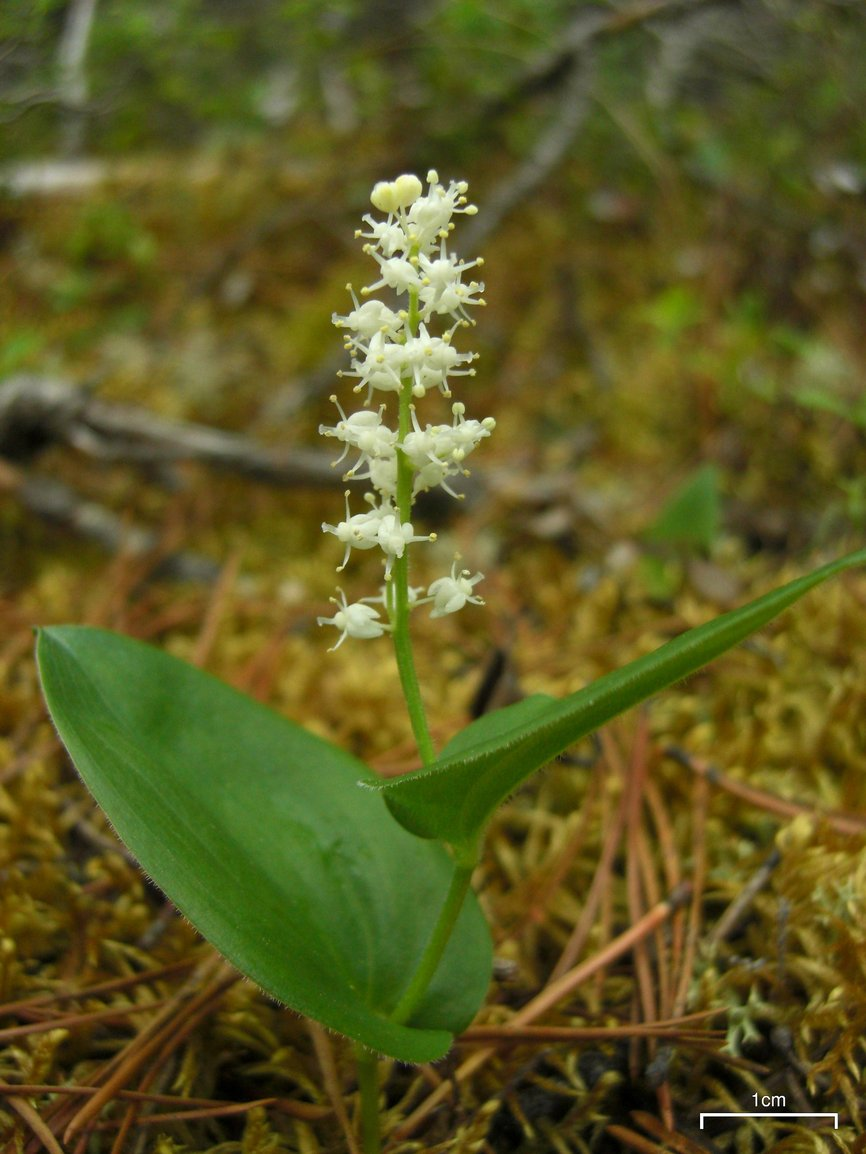
Inflorescencia

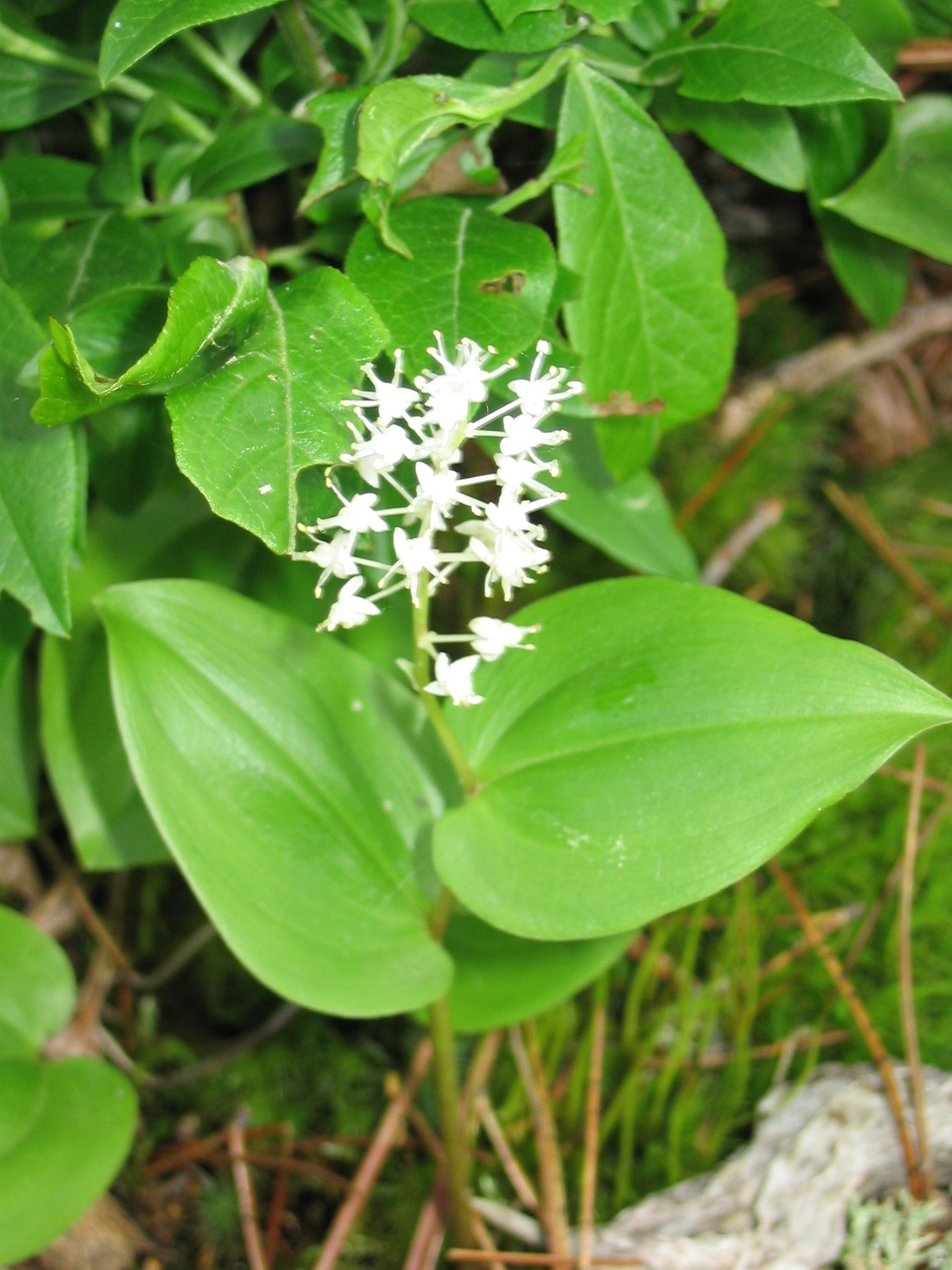
Vista de la planta

## Descripción
Alcanza un tamaño de hasta 10-25 cm de altura, y tiene 1-3 hojas, con  12 a 25 grupos de estrellas en forma de flores. Las flores son producidas a partir de finales de primavera hasta mediados de verano, y tienen cuatro pétalos y 4 estambres, tiene una estrecha relación con Maianthemum bifolium y Maianthemum dilatatum. El fruto es una baya redonda que contiene 1-2 semillas que se convierten en rojo y translúcido cuando están maduras. Las bayas son de color rojo moteado a principios de verano y de color rojo oscuro  a mediados de verano. La semilla se reproduce con poca frecuencia y la mayoría de las plantas en un lugar se vegetativo son clones, la difusión de las plantas se realiza por sus rizomas, que son poco profundos. Las hojas son alternas,  de forma ovalada, y una pequeña muesca en la base. 

## Taxonomía
Maianthemum canadense fue descrita por René Louiche Desfontaines y publicado en Annales du Muséum National d'Histoire Naturelle 9: 54, en el año 1807.
Sinonimia
- Convallaria canadensis (Desf.) Poir.
- Maianthemum bifolium f. canadense (Desf.) Farw.
- Maianthemum canadense var. carolinianum Butters
- Maianthemum canadense subsp. interius (Fernald) Á.Löve & D.Löve
- Maianthemum canadense var. interius Fernald
- Maianthemum canadense f. oswaldii Moldenke
- Maianthemum canadense var. ovale (Pursh) Butters
- Maianthemum canadense f. trifolium (Pursh) Vict.
- Smilacina bifolia var. canadensis (Desf.) A. Gray
- Smilacina canadensis (Desf.) Pursh
- Smilacina canadensis var. ovalis Pursh
- Smilacina canadensis var. trifolia Pursh
- Styrandra amplexicaulis Raf.
- Styrandra canadensis (Desf.) Raf.
- Unifolium bifolium var. ovale (Pursh) Farw.
- Unifolium bifolium var. trifolium (Pursh) Farw.
- Unifolium canadense (Desf.) Greene
- Unifolium canadense var. interius House
- Unifolium eschscholtzianum W.Wight ex J.P.Anderson[4]